# Kalendář Pirelli

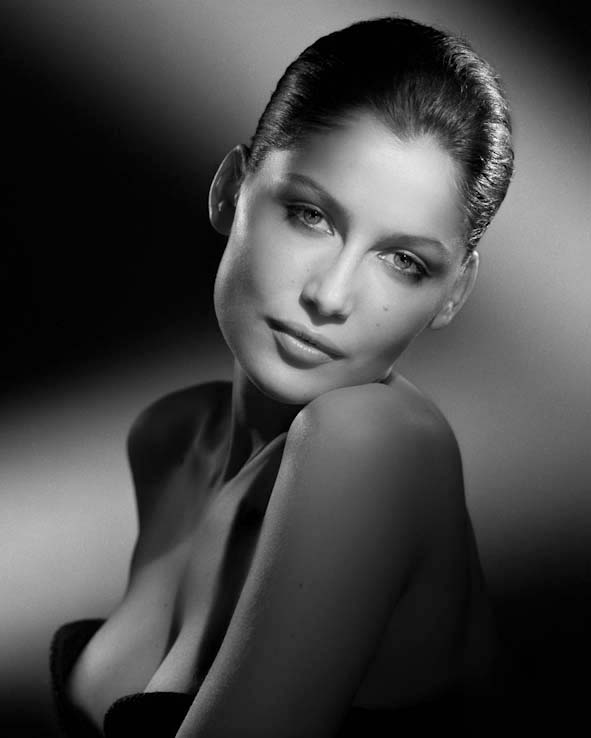
Laetitia Casta, edice 2000

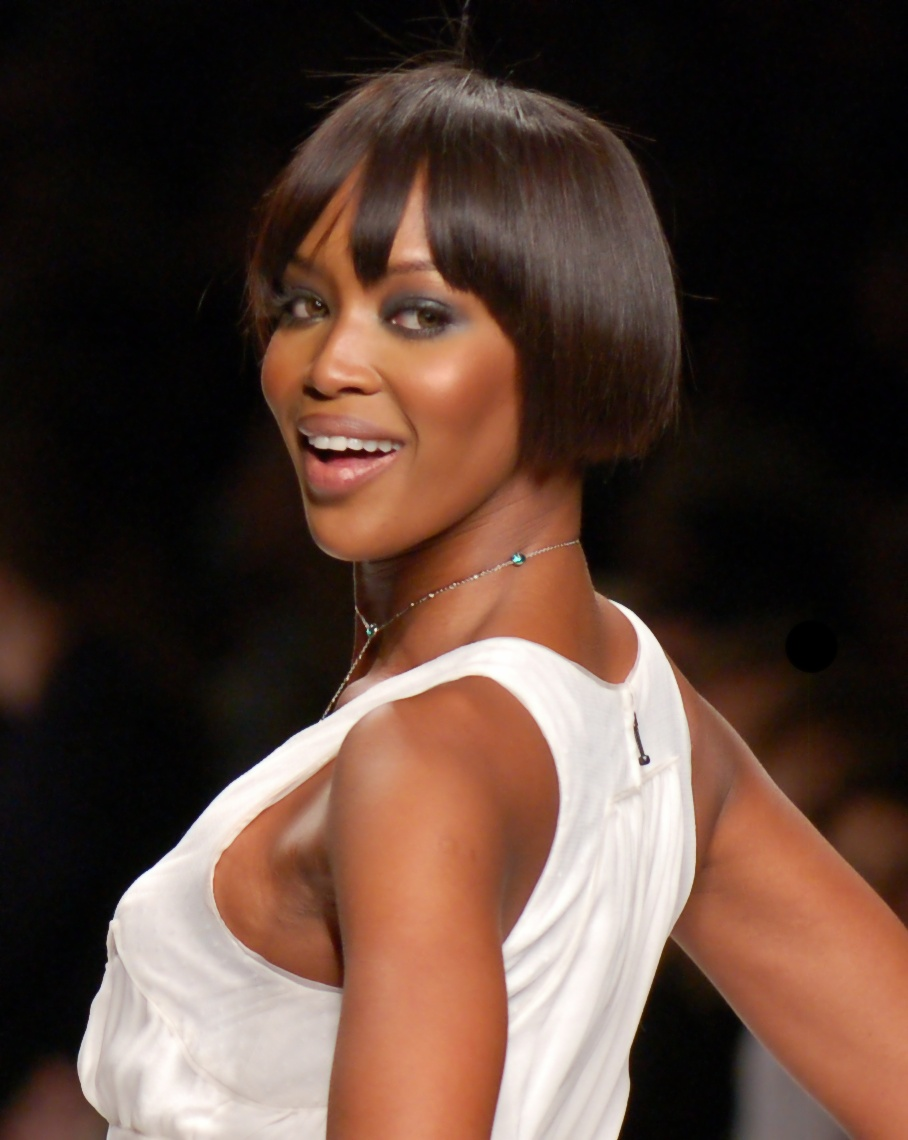
Naomi Campbell, edice 1987

Kalendář Pirelli je neprodejný exkluzivní kalendář s uměleckými fotografiemi aktů známých hereček a modelek.

## Kalendář
Počátky kalendáře sahají do roku 1964, kdy oddělení marketingu britské pobočky italské společnosti Pirelli (výrobce pneumatik) vydalo kalendář pro klienty firmy jako dárek při příležitosti končícího roku. Prvním fotografem, který pro kalendář fotografoval, byl Robert Freeman, dvorní fotograf skupiny Beatles. Časem se kalendář stal renomovaným, v omezeném množství dostupný hlavně pro vybrané VIP (hlavy států, království) a pro klienty firmy Pirelli.
V roce 1974 se kvůli ropné krizi společnost Pirelli rozhodla zastavit vydávání kalendáře, ale po deseti letech se objevila nová edice a uvádění nové edice se stalo prestižní kulturně-společenskou akcí.
Témata fotografií i lokality, kde fotografie vznikají, se mění každý rok.
Kalendář pro rok 2021 kvůli koronaviru nevyšel a na boj s virem měl dát sto tisíc eur.

## Charitativní dražby
Každoročně jsou s kalendářem spojeny i charitativní dražby. Výtěžek z dražeb jde obvykle na projekty zaměřené na péči o nemocné či chudé děti, výzkum léčby AIDS či rakoviny.
V České republice se jeden jeho výtisk každoročně draží na podporu Masarykova onkologického ústavu, čímž spojuje umění s dobročinností. Tento aspekt dodává kalendáři další dimenzi, která spojuje umění s dobročinností a činí z něj cenný sběratelský artefakt. Dražba kalendáře probíhá elektronicky na zpravodajském webu idnes.cz vydavatelského domu Mafra. 
Na Slovensku se společností Pirelli exkluzivně spolupracuje server Pravda.sk a deník Pravda. Dne 15. prosince 2009 proběhla v pořadí šestá dražba jediného výtisku kalendáře Pirelli na Slovensku, jejíž výtěžek získala nevládní nezisková organizace Spoločnosť priateľov detí z detských domovov Úsmev ako dar (Společnost přátel dětí z dětských domovů Úsměv jako dar).

## Osobnosti a Pirelli

### Ženy na fotografiích
Slavní fotografové, kteří jsou vybráni, aby vyfotografovali svou uměleckou představu ženského těla, berou tuto příležitost jako poctu, stejně jako modelky a známé ženy, které fotografům pózují. V průběhu let se v kalendářích Pirelli objevily i Sienna Miller, Naomi Campbell, Gisele Bündchen, Kate Moss, Cindy Crawford, Selma Blairová, Lauren Bush, Laetitia Casta, Rachel Leigh Cook, Milla Jovovich, Heidi Klum, Sofia Loren, Penélope Cruz, Brittany Murphy, Amy Smart, Julia Stiles, Karolína Kurková,Raica Oliveira, Adriana Lima, Bridget Moynahan, Shannyn Sossamon, Mena Suvari, Monet Mazur, Aurelie Claudel, Fernanda Tavares, Frankie Rayder, Angela Lindvall, Hilary Swank a Yamila Díaz.

## Fotografové a lokality
| Rok       | Fotograf                                                        | Místo                                                  | Modelky |
| --------- | --------------------------------------------------------------- | ------------------------------------------------------ | --- |
| 1964      | Robert Freeman                                                  | Malorka, Španělsko                                     | |
| 1965      | Brian Duffy                                                     | Jižní Francie                                          | |
| 1966      | Peter Knapp                                                     | Al Hoceima, Maroko                                     | |
| 1967      | kalendář nevyšel                                                | kalendář nevyšel                                       | kalendář nevyšel |
| 1968      | Harry Peccinotti                                                | Tunisko                                                | |
| 1969      | Harry Peccinotti                                                | Big Sur, Kalifornie                                    | |
| 1970      | Francis Giacobetti                                              | Paradise Island, Bahamy                                | |
| 1971      | Francis Giacobetti                                              | Jamajka                                                | |
| 1972      | Sarah Moon                                                      | Villa Les Tilleuls, Paříž                              | |
| 1973      | Brian Duffy                                                     | Londýn, Anglie                                         | |
| 1974      | Hans Feurer                                                     | Seychely                                               | |
| 1975–1983 | kalendáře nevycházely                                           | kalendáře nevycházely                                  | kalendáře nevycházely |
| 1984      | Uwe Ommer                                                       | Bahamy                                                 | Angie Layne, Suzie-Ann Watkins, Jane Wood, Julie Martin |
| 1985      | Norman Parkinson                                                | Edinburgh, Skotsko                                     | Iman Abdulmajid |
| 1986      | Bert Stern                                                      | Cotswolds, Anglie                                      | |
| 1987      | Terence Donovan                                                 | Bath, Anglie                                           | Ione Brown, Naomi Campbell, Collette Brown, Gillian De Turville, Waris Dirie |
| 1988      | Barry Lategan (choreografie Gillian Lynne) produkce Gerry Judah | Londýn, Anglie                                         | |
| 1989      | Joyce Tennyson                                                  | Polaroid Studios, New York                             | Akure Wall |
| 1990      | Arthur Elgort                                                   | Sevilla, Španělsko                                     | |
| 1991      | Clive Arrowsmith                                                | Francie                                                | Lynne Koester, Rachel Boss, Susie Bick |
| 1992      | Clive Arrowsmith                                                | Almería, Španělsko                                     | |
| 1993      | John Claridge                                                   | Seychely                                               | Christina Estrada, Barbara Moors |
| 1994      | Herb Ritts                                                      | Paradise Island                                        | Helena Christensen, Cindy Crawford, Karen Alexander, Kate Moss |
| 1995      | Richard Avedon                                                  | New York                                               | Christy Turlington, Naomi Campbell, Farrah Summerford, Nadja Auermann |
| 1996      | Peter Lindbergh                                                 | El Mirage, Kalifornie                                  | Carré Otis, Kristen McMenamy, Eva Herzigova, Navia Nguyen, Nastassja Kinski, Tatjana Patitz |
| 1997      | Richard Avedon                                                  | New York                                               | Honor Fraser, Ling Tang, Monica Bellucciová, Sophie Patitz, Cordula Reyer, Inés Sastre, Waris Dirie, Anna Klevhag, Gisele Zelaui, Irina Pantaeva, Kristina Semenovskaia, Tatiana Zavialova, Marie Sophie Wilson, Jenny Shimizu, Brandi Quiñones, Nikki Uberti, Julia Ortiz, Annie Morton |
| 1998      | Bruce Weber                                                     | Miami, Florida                                         | Tanga Moreau, Stella Tennant, Milla Jovovich, Carolyn Murphy, Eva Herzigova, Patricia Arquette, Shalom Harlow, Kirsty Hume, Elaine Irwin Mellencamp, Kiara Kabukuru, Georgina Grenville, Rachel Roberts, Daryl Hannah |
| 1999      | Herb Ritts                                                      | Los Angeles, Kalifornie                                | Chandra North, Sophie Dahl, Karen Elson, Michele Hicks, Carolyn Murphy, Shirley Mallmann, Laetitia Casta, Audrey Marnay, Elsa Benítez, Bridget Hall, Angela Lindvall, Alek Weková |
| 2000      | Annie Leibovitzová                                              | Rhinebeck, New York                                    | Laetitia Casta |
| 2001      | Mario Testino                                                   | Neapol, Itálie                                         | Aurélie Claudel, Rhea Durham, Gisele Bündchen, Karen Elson, Mariana Weickert, Fernanda Tavares, Angela Lindvall, Ana Claudia Michels, Liisa Winkler, Noémie Lenoir, Frankie Rayder, Carmen Kass |
| 2002      | Peter Lindbergh                                                 | Hollywood, Kalifornie                                  | Amy Smart, Brittany Murphy, Kiera Chaplinová, Julia Stiles, Rachael Leigh Cook, Erika Christensen, Selma Blairová, Lauren Bush, James King, Bridget Moynahan |
| 2003      | Bruce Weber                                                     | Kampánie, Itálie                                       | Sienna Miller, Eva Riccobono, Heidi Klum, Mariacarla Boscono, Isabeli Fontana, Valentina Stilla, Filippa Hamilton, Alessandra Ambrosio, Jessica Miller, Natalia Vodianova, Karolína Kurková, Sophie Dahl, Bridget Hall, Lisa Seiffert, Yamila Díaz |
| 2004      | Nick Knight                                                     | Londýn, Anglie                                         | Adina Fohlin, Natalia Vodianova, Dewi Driegen, Mariacarla Boscono, Jessica Miller, Esther de Jong, Ai Tominaga, Amanda Moore, Alek Weková, Frankie Rayder, Karolína Kurková, Liberty Ross, Pollyanna McIntosh |
| 2005      | Patrick Demarchelier                                            | Rio de Janeiro, Brazílie                               | Filippa Hamilton, Julia Stegner, Eugenia Volodina, Naomi Campbell, Isabeli Fontana, Michelle Buswell, Adriana Lima, Erin Wasson, Diana Dondoe, Liliane Ferrarezi, Marija Vujovic, Valentina Zelyaeva |
| 2006      | Mert Alas a Marcus Piggot                                       | Francouzská Riviéra                                    | Jennifer Lopez, Kate Moss, Gisele Bündchen, Natalia Vodianova, Karen Elson, Guinevere van Seenus |
| 2007      | Inez van Lamsweerde a Vinoodh Matadin                           | studio                                                 | Penélope Cruz, Sophia Loren, Lou Doillon, Hilary Swanková, Naomi Wattsová |
| 2008      | Patrick Demarchelier                                            | Šanghaj, Čína                                          | Agyness Deyn, Lily Donaldson, Doutzen Kroes, Catherine McNeil, Gemma Ward, Sasha Pivovarova, Coco Rocha, Caroline Trentini, Mo Wandan, Du Juan, Maggie Cheung |
| 2009      | Peter Beard                                                     | Delta Okavanga, Botswana                               | Mariacarla Boscono, Daria Werbowy, Malgosia Bela, Randal Moore, Lara Stone, Emanuela de Paula, Isabeli Fontana |
| 2010      | Terry Richardson                                                | Trancoso, Brazílie                                     | Catherine McNeil, Enikő Mihalik, Ana Beatriz Barros, Miranda Kerr, Rosie Huntington-Whiteleyová, Abbey Lee Kershaw, Daisy Lowe, Gracie Carvalho, Lily Cole, Marloes Horst, Georgina Stojiljković |
| 2011      | Karl Lagerfeld                                                  | Paříž, Francie                                         | Isabeli Fontana, Heidi Mount, Bianca Balti, Lara Stone, Natasha Poly, Iris Strubegger, Elisa Sednaoui, Magdalena Frackowiak, Julianne Moore |
| 2012      | Mario Sorrenti                                                  | Korsika, Francie                                       | Lara Stone, Kate Moss, Guinevere Van Seenus, Edita Vilkevičiūtė, Rinko Kikuchi, Saskia de Brauw, Milla Jovovich, Joan Smalls, Natasha Poly, Isabeli Fontana, Malgosia Bela, Margaret Madè |
| 2013      | Steve McCurry                                                   | Rio de Janeiro, Brazílie                               | Isabeli Fontana, Petra Němcová, Sonia Braga, Hanaa Ben Abdesslem, Liya Kebede, Adriana Lima, Summer Rayne Oakes, Kyleigh Kuhn, Marisa Monte, Karlie Kloss, Elisa Sednaoui |
| 2014      | Peter Lindbergh Patrick Demarchelier                            | New York (studio set) 50. výročí                       | Miranda Kerr, Alessandra Ambrosio, Helena Christensen, Isabeli Fontana, Karolína Kurková |
| 2014      | Helmut Newton                                                   | Montecarlo, Chianti                                    | Neith Hunter, Susie Bick, Betty Prado, Antonia Dell'Atte |
| 2015      | Steven Meisel                                                   | New York City                                          | Adriana Lima, Natalia Vodianova, Raquel Zimmermann, Isabeli Fontana, Saša Lussová, Anna Ewers, Carolyn Murphy, Cameron Russell, Gigi Hadid, Candice Huffine, Karen Elson, Joan Smalls |
| 2016      | Annie Leibovitzová                                              | New York City Leibovitz studio                         | Tavi Gevinson, Serena Williams, Amy Schumer, Yoko Ono, Fran Lebowitz, Patti Smith, Yao Chen, Natalia Vodianova, Kathleen Kennedy, Mellody Hobson, Ava DuVernay, Agnes Gund, Shirin Neshat |
| 2017      | Peter Lindbergh                                                 | Berlin, Los Angeles, New York City, London, Le Touquet | Jessica Chastain, Penélope Cruz, Nicole Kidman, Rooney Mara, Helen Mirren, Julianne Moore, Lupita Nyong'o, Charlotte Rampling, Léa Seydoux, Uma Thurman, Alicia Vikander, Kate Winslet, Robin Wright, Zhang Ziyi, Anastasia Ignatova |
| 2018      | Tim Walker                                                      | Londýn Alenka v říši divů                              | Whoopi Goldberg jako Royal Duchess, RuPaul jako Queen of Hearts, Lupita Nyong'o jako Dormouse, Djimon Hounsou jako King of Hearts, Puff Daddy, Naomi Campbell jako Royal Beheader, Lil Yachty, Adwoa Aboah jako Tweedledee, Sasha Lane jak Mad March Hare, Duckie Thot jako Alice, Thando Hopa jako princezna of Hearts, Slick Woods jako Mad Hatter, Zoe Bedeaux jako Caterpillar, Alpha Dia jako zahradnice, Jaha Dukureh, King Owusu jako zahradnice, Wilson Oryema, Adut Akech |
| 2019      | Albert Watson                                                   | Miami, New York                                        | Laetitia Casta jako malířka a Sergej Polunin, Misty Copeland jako tanečnice a Calvin Royal III, Julia Garner jako fotografka a Astrid Eika, Gigi Hadid jako dědička a Alexander Wang |
| 2020      | Paolo Roversi                                                   | Paříž / Verona                                         | Claire Foy • Mia Goth • Chris Lee • Indya Moore • Rosalía • Stella Roversi • Yara Shahidi • Kristen Stewart • Emma Watsonová |
| 2021      | kalendář nebyl vydán                                            | kalendář nebyl vydán                                   | kalendář nebyl vydán |
| 2022      | Bryan Adams                                                     | Los Angeles, Capri                                     | Iggy Pop • Rita Ora • Cher • Grimes • Normani • Kali Uchis • Jennifer Hudson • Saweetie • St Vincent • Bohan Phoenix |
| 2023      | Emma Summerton                                                  | ?                                                      | Emily Ratajkowski • Karlie Kloss • Ashley Graham • Precious Lee • Cara Delevingne • Bella Hadid • Adut Akech • Adwoa Aboah • Kaya Wilkins • Lila Moss |
| 2024      | Prince Gyasi                                                    | Ghana, Londýn 60. výročí                               | Otumfuo Nana Osei Tutu II • Naomi Campbell • Margot Lee Shetterly • Angela Bassettová • Amanda Gormanová • Tiwa Savage • Idris Elba • Jeymes Samuel • Amoako Boafo • Teyana Taylor • Marcel Desailly |
| 2025      | Ethan James Green                                               |                                                        | Hunter Schafer, Jodie Turner-Smith, Padma Lakshmi, Vincent Cassel, John Boyega, Elodie Di Patrizi, britská herečka Simone Ashley, Hoyeon, Jenny Shimizu, Martine Gutierrez, Connie Fleming |
| 2026      | Sølve Sundsbø                                                   |                                                        | |

## Knižní vydání
- 2007 – Italo Zannier: Kalendáře Pirelli (Slovart, ISBN 978-80-7391-056-3) v češtině

## Galerie

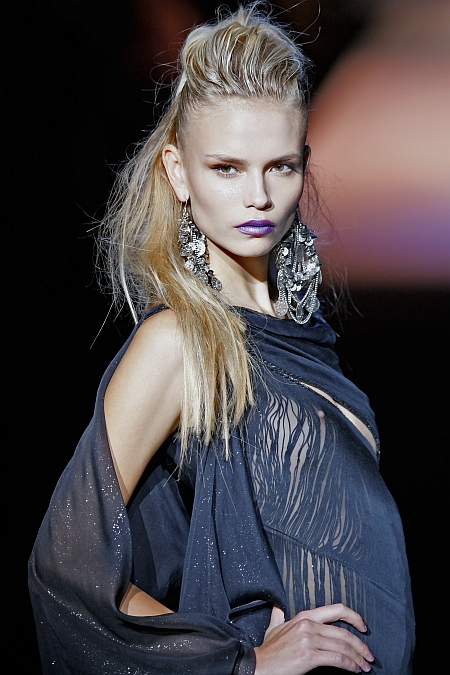
Modelka Natasha Poly byla vybrána pro edici kalendáře na rok 2011 i 2012
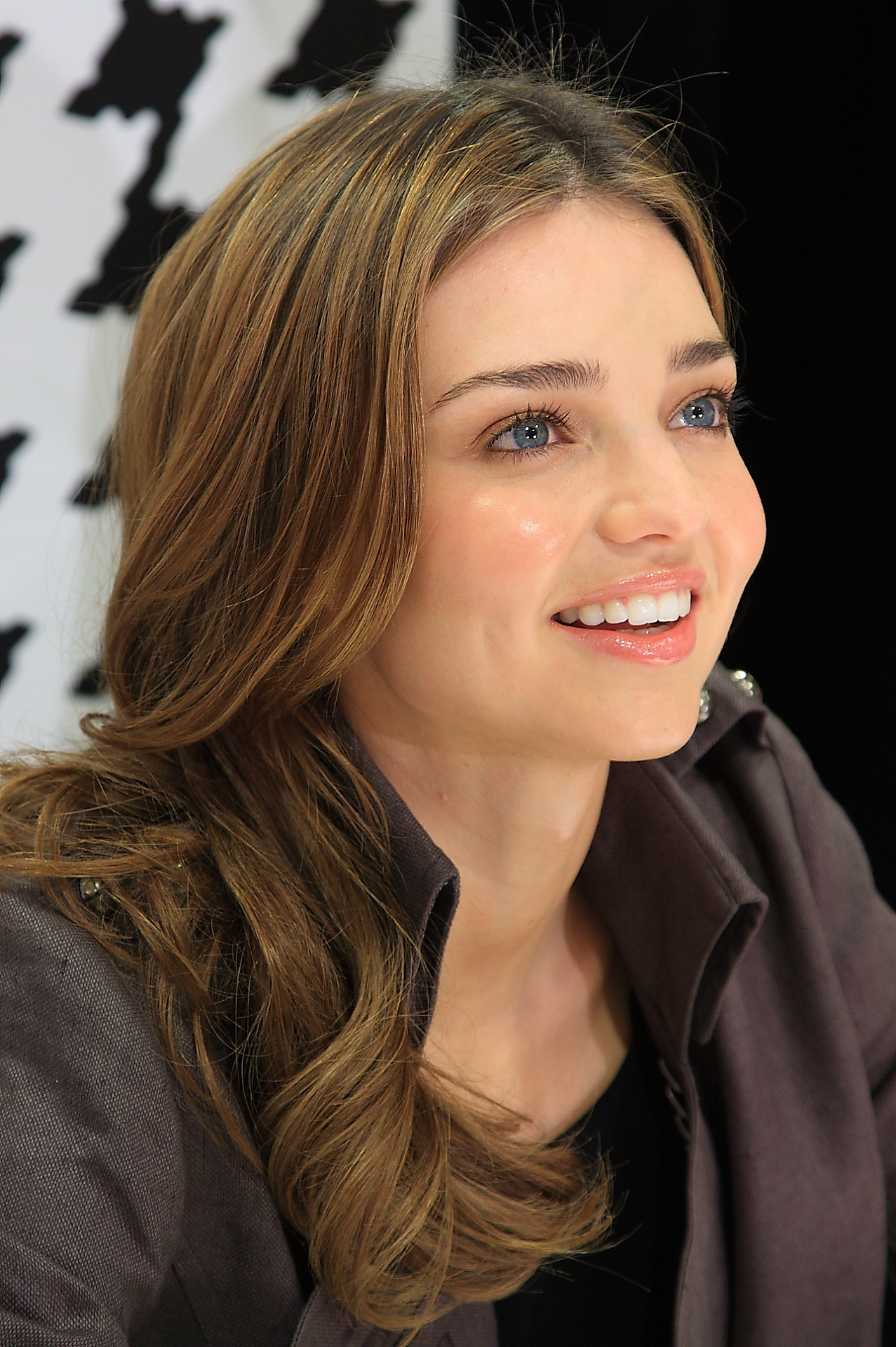
Miranda Kerr se objevila na edici z roku 2010
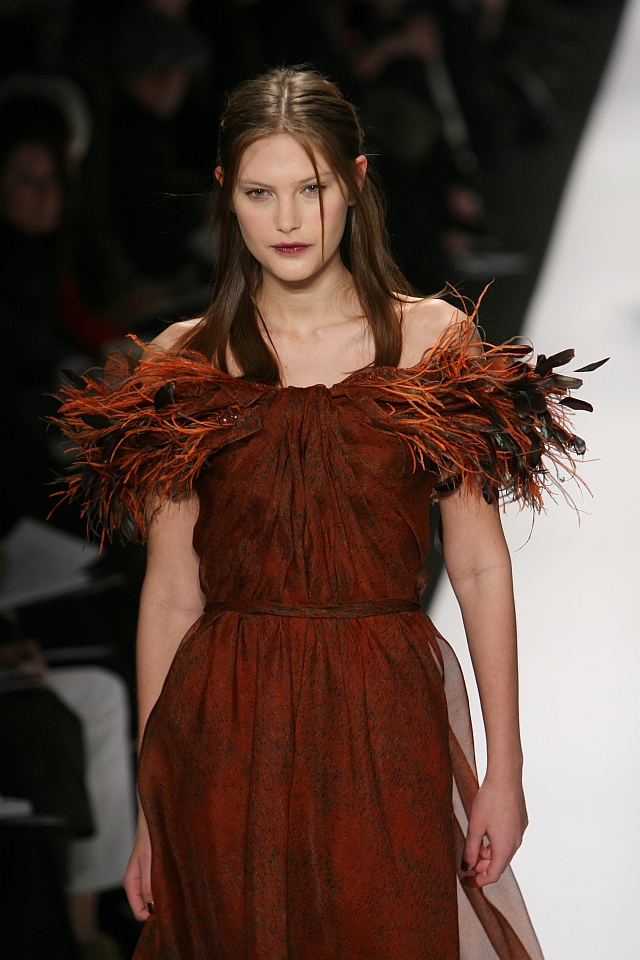
Catherine McNeil, edice 2010
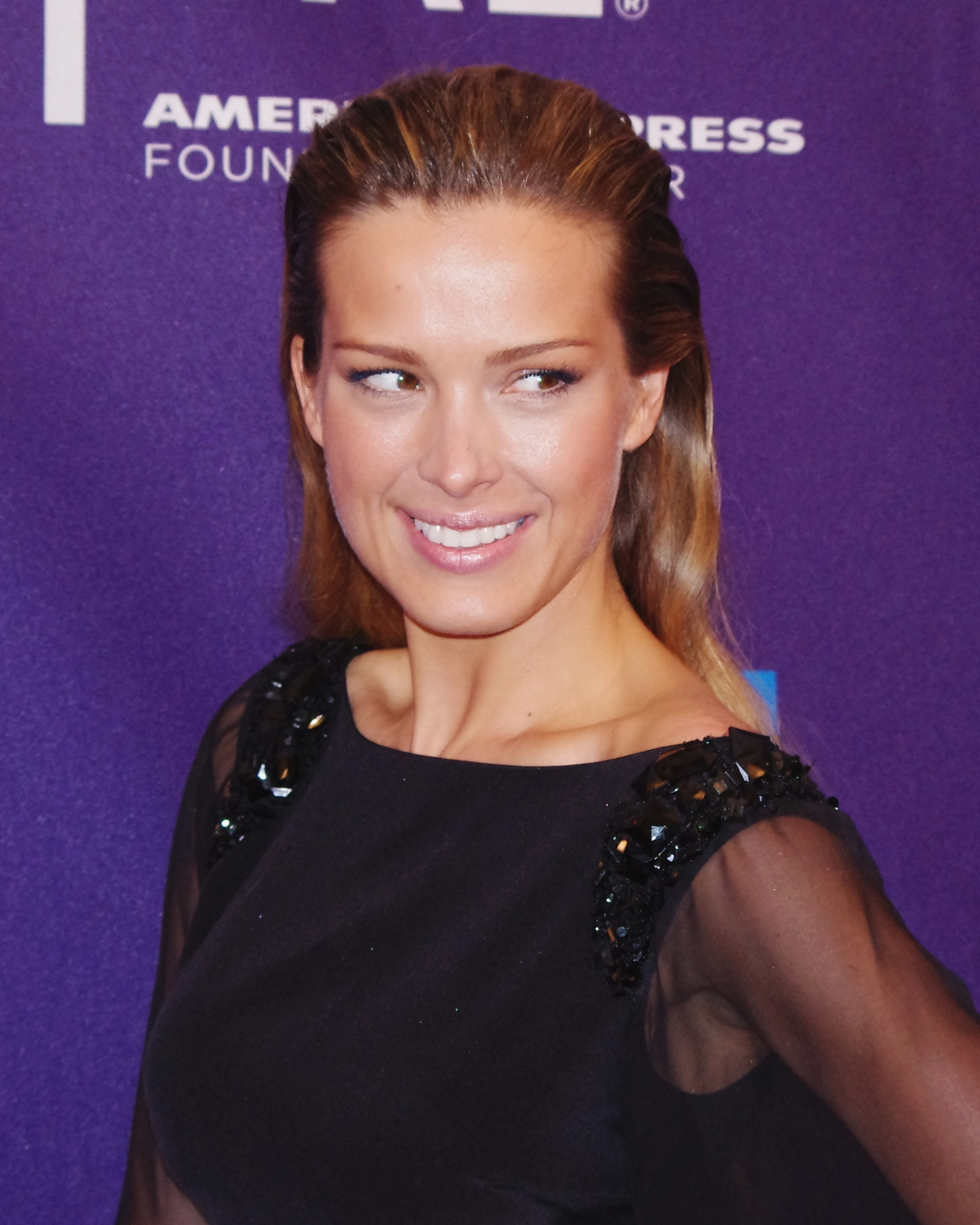
Petra Němcová, edice 2013